# Miles Davis
Miles Dewey Davis III (Alton, Illinois, 1926. május 26. – Santa Monica, Kalifornia, 1991. szeptember 28.) többszörös Grammy-díjas afroamerikai jazz trombitás, zenekarvezető és zeneszerző, a jazztörténet egyik legnagyobb hatású és legkiemelkedőbb alakja. A második világháború végétől a 90-es évek elejéig a jazz szinte minden fontosabb mozzanatánál előtérben volt. Olyan kiváló zenészek kezdték nála pályafutásukat, mint John Coltrane, Herbie Hancock vagy John McLaughlin.

## Életpályája

### Kezdetek
Miles Davis jómódú középosztálybeli családba született 1926. május 26-án az illinoisi Altonban, ahonnan egy évvel később St. Louisba költöztek. Édesapja fogorvos volt, anyja, Cleo Henry, tehetséges zongorista, de Miles trombitát kapott apjától a 13. születésnapjára. Lelkesen tanult játszani a hangszeren egy magántanártól, és 17 éves korától szerepelt a helyi Blue Devils nevű zenekarban. 1944-ben Billy Eckstine zenekara Charlie Parkerrel és Dizzy Gillespie-vel St. Louisban lépett fel, és néhány hétig Davis helyettesítette a gyengélkedő harmadik trombitásukat. Nem sokkal később érettségizett, és még abban az évben New Yorkba, a jazzélet központjába költözött. Névleg azért, hogy a Juilliard Zeneiskolában tanuljon, de elsődleges célja az volt, hogy újra Parkerrel és Gillespie-vel játsszon.
Hamarosan rendszeres résztvevője lett a harlemi Minton's Playhouse bebop jam sessionjeinek. 1945 májusában lépett először stúdióba Herbie Fields csapatának tagjaként, ősszel pedig – apja jóváhagyásával – végleg otthagyta a Juilliard-t. 1946 elején Parker felvette kvintettjébe Al Haig, Curley Russell és Max Roach mellé, miután Gillespie otthagyta. Bár eleinte nem nagyon tudta felvenni a "Bird" (Charlie Parker) tempóját, de gyorsan tanult, és hatalmas fejlődésen ment keresztül ebben az időszakban. Los Angelesi turnéjuk során egy belőtt állapotban elkövetett balhé miatt Parkert féléves rehabilitációs kezelésre fogták, erre az időre Davis Charles Mingushoz és Billy Eckstine-hez szegődött. Ahogy Parkert kiengedték, újra együtt játszottak, de 1948 végére számos nézeteltérésük miatt Roach és Davis kiváltak a formációból.

### Birth of the Cool
1949-re kialakult Davis innovatív, visszafogottnak mondható játékstílusa. Egyelőre nem kötötte le magát, az év folyamán a korszak legtöbb fontos együttesénél megfordult, és eközben kezdett együttműködni Gil Evans kanadai zeneszerző-hangszerelővel is. Első közös projektjük egy kilencfős szekció, a Tuba Band volt, amelyben egy kürt és egy tuba is helyet kapott. Nyugodt, a big bandekére emlékeztető hangzást akartak elérni, miközben a bebop által hozott változásokat is felhasználták. Az eredmény a cool jazz megszületése lett, az elkészült felvételeket később Birth of the Cool (1957) címen adta ki a Capitol Records.
Az 50-es évek elején Davis fokozatosan eltűnt a zenei életből. 1950-ben kezdődő heroinfüggősége jelentősen befolyásolta mind játékát, mind emberi kapcsolatait. Ez az időszak azonban nem volt inaktív, legalább 40 alkalommal készített felvételeket. Sok zenésszel került kapcsolatba, akik közül Ahmad Jamal hatott leginkább stílusára, és ekkoriban kezdte rendszeresen használni az ún. wah-wah szordínót, ami szintén hozzájárult hangkarakteréhez. A négy év alatt szemtanúja volt barátja, Fats Navarro túladagolás miatti halálának is, és – észlelve helyzete tarthatatlanságát – több sikertelen kísérletet tett a leszokásra. Végül apja segítségével, több hónapnyi teljes visszavonulással sikerült úrrá lennie szenvedélyén. A nagy visszatérésnek az 1955-ös Newport Jazz Festival tekinthető, ahol csúcsformában szerepelt, szólója a Round Midnight című számban legendássá vált.

### Első kvintettje
1955-ben megalakította az első Miles Davis Quintetet John Coltrane (tenorszaxofon), Red Garland (zongora), Paul Chambers (nagybőgő) és Philly Joe Jones (dob) részvételével. Zenésztársai ekkor még gyakorlatilag ismeretlenek voltak, és többen kérdőre is vonták Davist, hogy mit keres csapatában a tinédzser Chambers, és az amatőr (!) Coltrane. Hat albumuk közül a 'Round About Midnight a Columbiánál, a The New Miles Davis Quintet, a Relaxin', a Steamin', a Workin' és a Cookin' a Prestige-nél jelent meg. Az utóbbi öt lemez anyagának nagyját egy nekifutásra vették fel, méghozzá gyakorlás és ismétlések nélkül. Davis szinte csak a középső regiszterben játszott (néhány akkori kritika szerint azért, mert csak ott tudott), a balladáihoz nagyon illő, lágy tónusban. Új és szokatlan megközelítése, valamint a zenészek szenvedélyessége tette ezeket a felvételeket különlegessé, a kvintettet pedig a hard bop egyik legjelesebb képviselőjévé. 1957-ben Davis feloszlatta a csapatot Coltrane és Jones heroinhasználata miatt.
Újra dolgozott Gil Evansszel, a Miles Ahead albumon egy big band kíséretében játszik szólókat, a Porgy and Bess George Gershwin klasszikusain alapuló Evans hangszereléseket tartalmaz, melyek nagy teret adnak Davisnek a témavariációkra. A Sketches of Spain (1959–1960) Joaquin Rodrigo és Manuel de Falla kortárs spanyol zeneszerzők műveinek feldolgozását, és Gil Evans spanyol témájú szerzeményeit tartalmazza. Egy rövid franciaországi kitérő után New Yorkba visszatérve átszervezte és szextetté alakította korábbi kvintettjét Cannonball Adderley felvételével, és a detoxikáláson átesett Coltrane-t is visszavette. 1958-ban készítették el a Milestonest, amelyen egyaránt szerepelnek blues és bebop számok, a címadó mesterműben Davis modális improvizációs technikáját mutatja be.

### Kind of Blue
1959 márciusában újjászervezett szextettel tért vissza a stúdióba. Coltrane, Adderley és Chambers maradt, Jimmy Cobb lett a dobos, a zongorista pedig Bill Evans, "tartalékosként" Wynton Kelly. A két menetben felvett Kind of Blue (1959) forradalmi lemez volt, egyfajta kiáltvány, a Birth of the Coolhoz hasonlóan koncepcióalbum. Többek szerint a jazztörténet legjobb és legfontosabb albuma, a RIAA adatai szerint minden idők legnagyobb példányszámban eladott jazzalbuma. Az elméleti háttér nagy részben George Russelltől származik, amely ebben a műben szinergiába került a kompozíciókkal, a munkamódszerrel és a személyes inspirációkkal.
A következő évben Davis feleségül vette Frances Taylor énekes-táncosnőt, akivel már hét éve ismerték egymást. Egy európai körút után Coltrane saját kvartettje kedvéért végleg otthagyta Davist, ezután egymást követték helyettesítői, többek közt Sonny Stitt és Hank Mobley. 1963-ban hosszúéletű kísérőszekciója, azaz Kelly, Chambers és Cobb is távoztak. Ezután néhány héten belül új csapatot verbuvált: George Coleman tenorszaxofonost, Ron Carter bőgőst, Tony Williams dobost és Herbie Hancock zongoristát.

### Második kvintettje
Coleman nem igazán tudott beilleszkedni, és 1964 nyarán Davis meggyőzte Wayne Shortert, hogy az ő kedvéért hagyja ott Art Blakey Jazz Messengersét. Ezzel létrejött a második nagyszerű Miles Davis kvintett, ismét fiatal tehetségekből. Shorter lett a zeneszerzőjük is, több száma is iránymutatóvá vált később. Az E.S.P. (1965) volt az első kiemelkedő albumuk, amit követett a Miles Smiles (1966), a Sorcerer (1967), a Nefertiti (1967), a Miles in the Sky (1968) és a Filles de Kilimanjaro (1968). Modális improvizációs megközelítésük jelentősen eltért a bebopban alkalmazottól, és "time no changes", valamint "freebop" néven lett ismert. 1967-től Davis zenekarai a koncerteket egy folyamként játszották le, csak a dallam változása jelezte egy új szám kezdetét, szünet nem. A fúziós zene előszeleként a Miles in the Skyon és a Filles de Kilimanjaron bemutatkozott a basszusgitár, az elektromos zongora és gitár, és előfordultak rock-irányultságú dallamok is. A Filles de Kilimanjaro második felének felvételén már Chick Corea és Dave Holland váltotta Hancockot és Cartert.

### Bitches Brew
A hatvanas évek végére a beat, a rock és a hippimozgalom elavulttá tették a jazzt, és Davis is egyre inkább múltbeli figurává vált. Ő azonban ezen is változtatni tudott két korszakalkotó albumával. Az 1969 februárjában egy szakaszban felvett In A Silent Way meglepően modernnek hangzik ma is. Shorter szopránszaxofonnal, Corea és Hancock elektromos zongorával, Joe Zawinul – a címadó dallam szerzője – orgonával, John McLaughlin elektromos gitárral szerepelnek, és továbbra is Holland a bőgős és Williams a dobos.
A Bitches Brew-t (1970) augusztusban vették fel, a csapat létszáma tizenkettőre bővült, Willimas távozása miatt Jack DeJohnette került a dobok mögé. A zenészek nagyjából az évtized elejétől kísérleteztek jazz, soul, rock dallamok kombinálásával, de a koncepciót ekkor tették a publikum számára is befogadhatóvá. Davis úgy hozta ki zenészeiből a legjobbat, hogy saját bevallásuk szerint a felvételek során gyakran fogalmuk sem volt, mi történik, állandóak voltak a leállások és újrakezdések vagy folytatások. Épp ezért fontos kiemelni Teo Macero producer szerepét, aki összeillesztette a darabokban felvett számokat, és bizonyos motívumokat kiragadva megszerkesztette az albumokat (szemléltetésként: a végső formájában 38 perces In A Silent Wayhez 27 percnyi anyag állt rendelkezésére).

### Jazz-rock korszak
Annak ellenére, hogy a 20 perc körüli absztrakt számok nem voltak rádióban játszhatók, a Bitches Brew 1976-ra aranyalbum lett (több mint félmillió példányban kelt el). Amíg a rock világában egyöntetűen pozitív volt a fogadtatása, jó néhány jazzkritikus nem tudott mit kezdeni vele, és "zajnak" vagy "dollárjel zenének" titulálták. Saját zenekaruk révén Zawinul (Weather Report), McLaughlin (Mahavishnu Orchestra), Corea (Return to Forever) és Hancock (The Headhunters) is a fúziós zene – jazz-rock vagy jazz-funk – kulcsfigurájává vált később.
Karlheinz Stockhausen csellista zenéje újfent kreatív korszakott eredményezett Davisnél 1972 után, bár ez csak rövidebb ideig tartott. Azokat a számokat, melyeken érezhető Stockhausen hatása, "űrzenének" nevezte el közönsége. Az On The Corner albumon funk elemeket ötvözött tradicionális jazz dallamokkal, célja a fiatal afro-amerikai közönség elérése volt, de értetlen fülekre talált. Ezután teljesen új csapatot szedett össze olyan zenészekből, akiknek nem sok tapasztalatuk volt a jazz területén. Az eredmény (In Concert, 1972) nem elégítette ki Davist, így továbblépett. A következő – Pete Cosey, Reggie Lucas gitárosból, Michael Henderson basszusgitárosból, James Mtume ütősből és Al Foster dobosból álló – formációja két évig egyben maradt, Davis ekkoriban billentyűs hangszerekkel és szintetizátoros trombitával szerepelt. Ízületi gyulladás miatti fájdalmai rendszeres alkoholizáláshoz és kokainfogyasztáshoz vezettek, és műtétekre is szüksége volt.
1975 júliusától Davis mintegy hat évre eltűnt a nyilvánosság elől. Ennek oka eleinte általános kimerültsége és a műtéteiből való lábadozás lehetett, de valószínűleg drog- és gyógyszerfüggősége is közrejátszott, továbbá belefáradt abba, hogy sokan nem értették és kritizálták állandó útkeresését. Abbahagyta a rendszeres gyakorlást, vendégei elbeszélése szerint a nap 24 órájában ment nála a televízió, és alig hagyta el rendetlen lakását. Ebben az inaktív időszakban készült felvételei jórészt kiadatlanok maradtak.

### 80-as évek

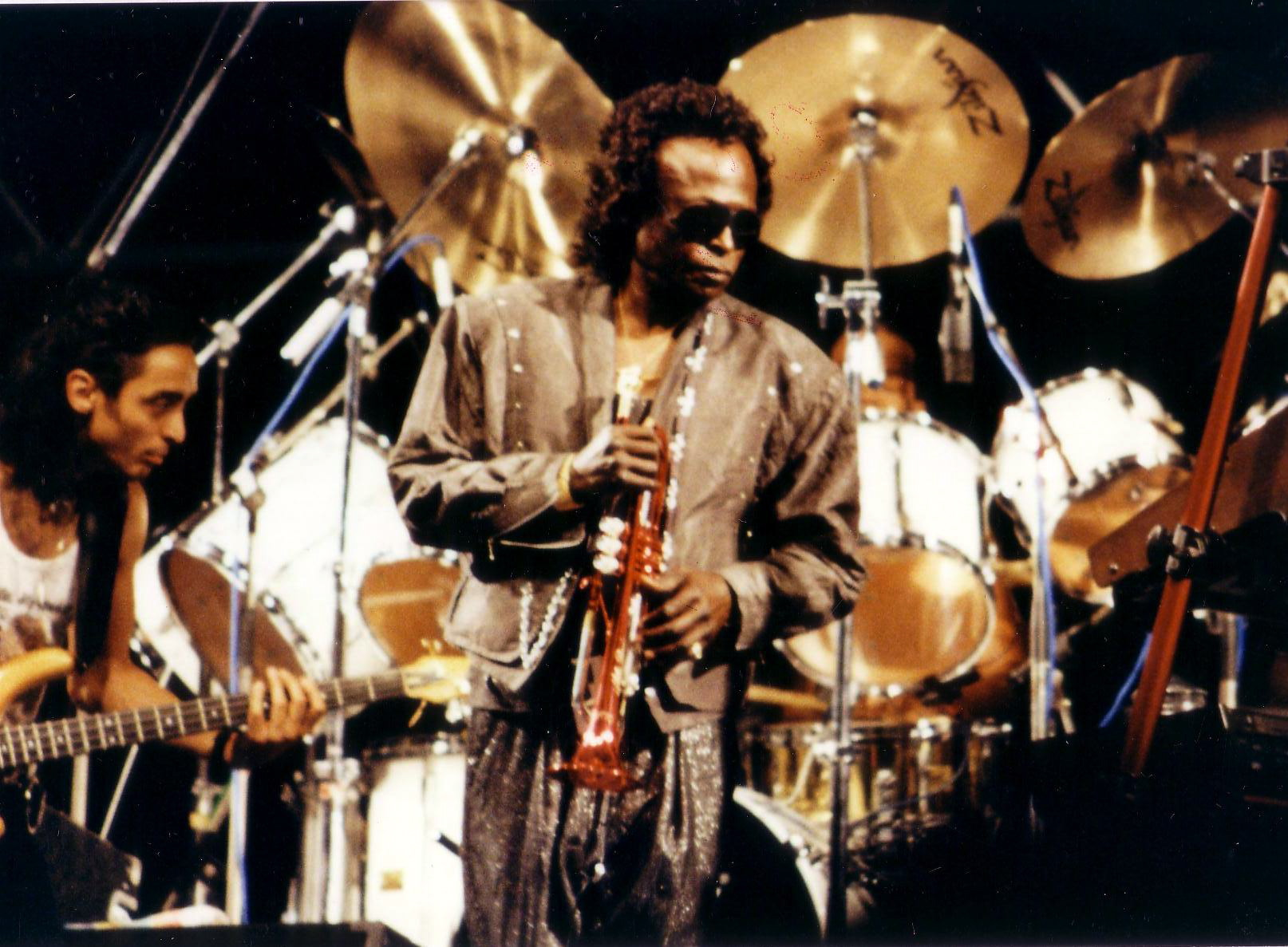
Miles Davis (Nizzai Jazz Fesztivál, 1989)

1979-ben egy színésznő, Cicely Tyson lépett Davis életébe, és segítségével Davis újra leküzdötte a heroinfüggőséget, és visszaszerezte zene iránti lelkesedését. Visszatérő albumának (The Man With The Horn) anyaga 1979. és 1981. közötti felvételekből származik, ezért a kiadványért a kritikusok egyáltalán nem lelkesedtek, de jól fogyott; fellépése a Newport Jazz Festivalon viszont pozitív visszhangokat váltott ki. Új zenésztársai voltak John Scofield és Marcus Miller, valamint a producer és billentyűs Robert Irving III, akikkel Európában is turnézott. Az 1985-ös You're Under Arresten popszámok interpretációival bővítette repertoárját, Cyndi Lauper Time After Time című balladáját és Michael Jackson Human Nature-jét dolgozta fel. A Columbia Records új sztárja Wynton Marsalis volt ebben az időben, akivel Davisnek több konfliktusa is támadt, a sajtóban egymást kritizálták. Mindezek következményeként Davis szerződést bontott a Columbiával, és aláírt a Warnerhez, első albuma náluk a Tutu (1986) volt. A felvételen Davis a teljes rendelkezésére álló elektronikai "arzenált" bevetette: programozott szintetizátorokat, dobgépet, hangmodulátorokat. A fogadtatás elsöprő volt, és a következő évben egy Grammy-díjat eredményezett. Ebben az időszakban folyamatosan turnézott állandóan változó zenészeivel, és több filmzenét is készített. Utolsó két lemezét csak halála után adták ki, a Doo-Bop egy hiphop hatásokat mutató stúdióalbum volt, a Miles & Quincy Live at Montreux-n Quincy Jonesszal játszott az 1991-es Montreux-i Jazz Fesztiválon a negyvenes-ötvenes évek repertoárjából – évtizedek óta először. 1991. szeptember 28-án hunyt el a kaliforniai Santa Monicában.

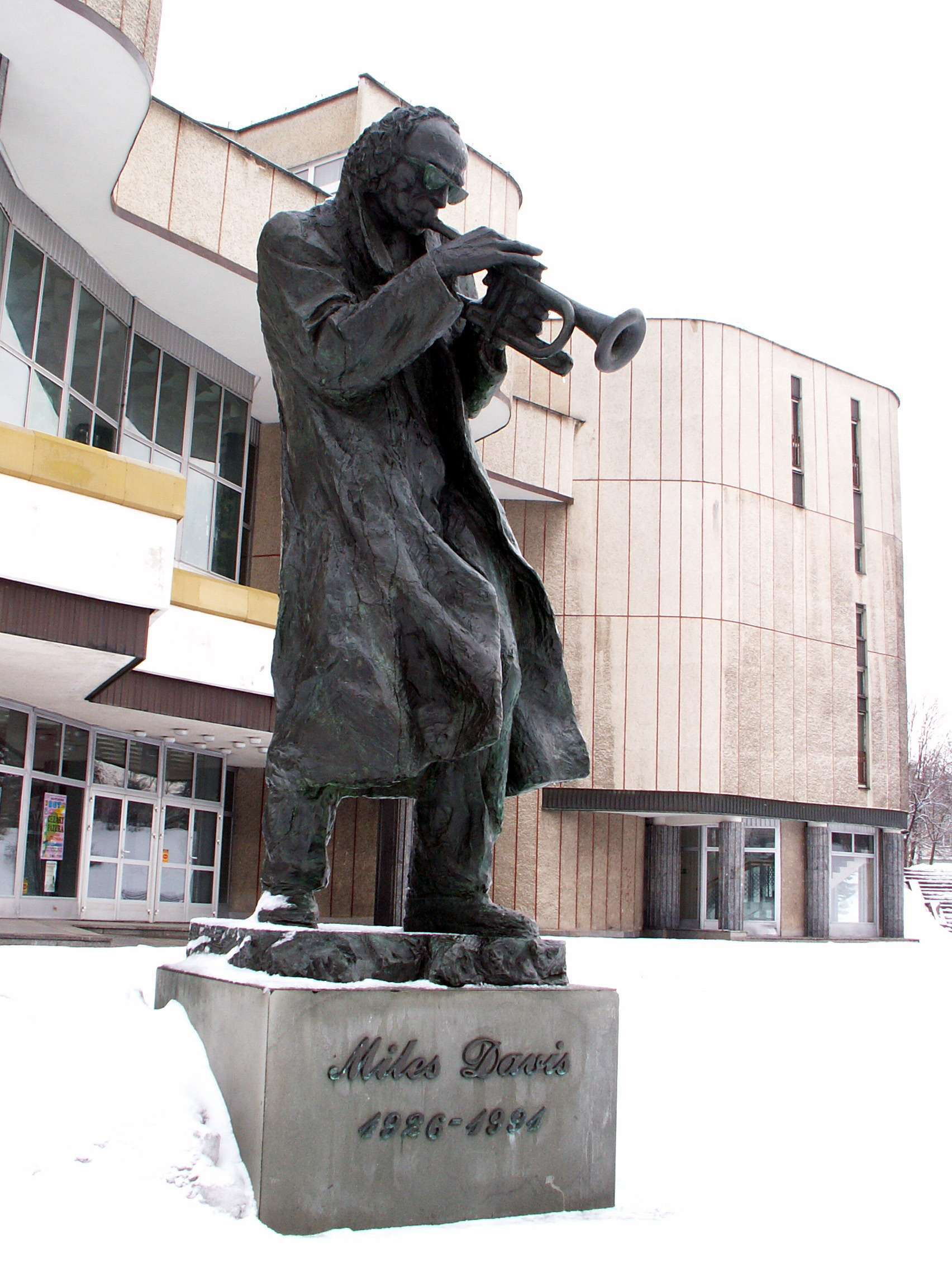
Miles Davis szobra, Kielce, Lengyelország

### Miles Davis, a jazzikon
Amennyire kitárulkozó volt a színpadon, annyira volt zárkózott a magánéletben. Nem is annyira ismerőseivel (akiket többnyire ő válogatott meg), inkább a körén kívül esőkkel szemben. Életrajzírója, Quincy Troupe feljegyzett néhány esetet, amikor Davis egyszerűen tudomást sem vett arról, hogy idegenek hozzá szóltak, vagy rosszabb esetben gorombán elutasító volt.
Miles Davis nem haladt a korral, a kor haladt utána. Az újítás vágya hajtotta, és kiváló érzékkel választott partnereket maga mellé céljai eléréséhez. A kiszemelt fiatal zenészek, akikkel igen gyakran nagyszerűt alkotott, később maguk jogán is elsőrangú előadókká, zenekarvezetőkké váltak. Vitathatatlan helyet szerzett a jazz történetében mint a legnagyobb zenekarvezető és a változások katalizátora. Bár kísérletei nem mindig voltak sikeresek, és időnként teljes értetlenség kísérte őket, sosem voltak öncélúak. Miles Davis hatása a 20. század zenéjére felbecsülhetetlen.

## Díjak

### Grammy-díjak
- 1960, Jazz Legjobb Szerzemény (Best Jazz Composition Of More Than Five Minutes Duration), Sketches of Spain
- 1970, Jazz Legjobb Előadás (Best Jazz Performance, Large Group Or Soloist With Large Group), Bitches Brew
- 1982, Jazz Legjobb Hangszeres Előadás (Best Jazz Instrumental Performance, Soloist), We Want Miles
- 1986, Jazz Legjobb Hangszeres Előadás (Best Jazz Instrumental Performance, Soloist), Tutu
- 1989, Jazz Legjobb Hangszeres Előadás (Best Jazz Instrumental Performance, Soloist), Aura
- 1989, Jazz Legjobb Hangszeres Előadás (Best Jazz Instrumental Performance, Big Band), Aura
- 1990, Grammy Életmű Díj (Grammy Lifetime Achievement Award)
- 1992, R&B Legjobb Hangszeres Előadás (Best R&B Instrumental Performance), Doo-Bop
- 1993, Jazz Legjobb Együttes Előadás (Best Large Jazz Ensemble Performance), Miles & Quincy Live at Montreux

### Magyar nyelvű monográfiák
- Miles Davis–Quincy Troupe: Miles. Önéletrajz; ford. Szentgyörgyi József; Park, Bp., 2004
- John Szwed: So what. Miles Davis élete; ford. Szász Csaba; Cartaphilus, Bp., 2005

### Idegen nyelvű monográfiák
- Ian Carr: Miles Davis: The Definitive Biography; HarperCollins, New York, 1999
- Richard Williams: Miles Davis: The Man in the Green Shirt; Bloomsbury Publishing, London, 1993